# Моэн, Сигурд
Сигурд Олсен Моэн (норв. Sigurd Olsen Moen; 31 октября 1897, Крёдсхерад, Бускеруд — 6 октября 1967, Драммен, Бускеруд) — норвежский конькобежец, бронзовый призёр Олимпийских игр 1924 года на дистанции 1500 метров, чемпион Норвегии в классическом многоборье (1925).

## Биография
В 1921 году Сигурд Моэн выступил на чемпионате Норвегии. В 1922 году принял участие на чемпионате мира, на следующий год дебютировал на чемпионате Европы.
На Олимпийских играх 1924 года в Шамони конькобежцы разыгрывали медали на 4-х дистанциях и медаль в многоборье. Сигурд Моэн завоевал бронзу на дистанции 1500 метров.
В 1925 Моэн завоевал золото на чемпионате Норвегии, победив на всех четырёх дистанциях. После окончания сезона 1928 года он завершил выступления. 

## Спортивные достижения
| Год  | Чемпионат Европы | ЧМ многоборье | Олимпийские игры                                             |
| ---- | ---------------- | ------------- | ------------------------------------------------------------ |
| 1922 |                  | 6е            |                                                              |
| 1923 | 16е              |               |                                                              |
| 1924 | 4е               |               | 5е многоборье · 13e 500 м · 1500 м · 4e 5000 м · 6e 10 000 м |
| 1925 |                  | 4e            |                                                              |
| 1926 |                  | 4e            |                                                              |
| 1927 | 4е               |               |                                                              |
| 1928 | 10е              |               |                                                              |